# Gift For Him
《Gift For Him》是韩国歌手皇甫惠貞於2008年發行的數位單曲，正式收錄在R2song迷你專輯中。

## 概要
- 整體單曲由沈泰允擔任製作。
- 首波主打歌曲為《熱起來》（亦或火熱、Get Hot），為電子混音曲風，搭配tecktonick類型的舞蹈，此舞風源於歐洲（法國）。 2007年英國著名DJ Stephen J Kroos推出同名專輯《Tecktonick》，強調電子風、混音效果的tecktonick音樂在歐洲的各大夜店迅速流行開來。皇甫《get hot 》這首單曲舞蹈是由韓國知名DJ，也是酷龍組合的歌手具俊曄（也稱DJ KOO）編排的，此外具俊曄也擔任混音。[1]
- 另首單曲《成熟》歌詞是在講述一個人逐漸成熟的內容，亦是沈泰允為皇甫量身打造的歌曲且親自取名為成熟。[2]

## 曲目
| 曲序     | 曲目                               |          | 作曲     | 编曲           | 时长  |
| -------- | ---------------------------------- | -------- | -------- | -------------- | ----- |
| 1.       | 뜨거워져 (Original Ver.)（熱起來） | 沈泰允   | 沈泰允   | 沈泰允         | 2:58  |
| 2.       | 뜨거워져 Remix Ver.（熱起來）      | 沈泰允   | 沈泰允   | DJ Koo具俊曄   | 2:57  |
| 3.       | 성숙（成熟）                       | 沈泰允   | 沈泰允   | 허석(Huh Seok) | 4:24  |
| 4.       | 성숙（MR）（成熟）                 | 沈泰允   | 沈泰允   |                | 4:24  |
| 总时长： | 总时长：                           | 总时长： | 总时长： | 总时长：       | 14:44 |

### 曲目介紹
1. 熱起來（韓語：뜨거워져）
  - 是擁有歐洲HOUSE電子曲風的曲目，由stay(沈泰允)製作，為了讓我們眾多未聽過又不了解的民眾理解何謂歐洲HOUSE電子音樂，沈泰允親身穿梭在歐洲HOUSE CLUB體驗當中奧妙並與當地的音樂家們交流領悟真正的歐洲HOUSE電子音樂所用心打造出的歌曲。而在擁有Boyish style與純真少女雙重魅力下的皇甫聲線再搭配house樂與眾多使其曲更加完美的樂器配樂下頓時使人耳目一新。此外，熱起來的Remix曲目最初是由發行house電子樂專輯於當時熱烈活動在club中的DJ로써與擁有華麗show且滿檔活動演出的DJ KOO(具俊曄)在國內演出時的house電子REMIX版。allen&heath analog filter還有pionner efx1000和與DJ同等專業的樂器同時演出與Filtering等以上要素的外國歌曲，在這張專輯中也能感受得到。
2. 成熟
  - 是由外貌和形象有著極大差異但仍留有純真的皇甫吟唱著告白內容歌詞的抒情曲，此外以愛為題使人逐漸成熟的內容就像是福音一般。柔軟單純的唱法和近來流行的抒情曲風是首已讓人期待已久非常溫暖含有真心實意的歌曲。